# Andrew Harry
Andrew Harry (ur. 6 marca 1968) – gujański sprinter. Brał udział w sztafecie 4 × 400 metrów mężczyzn podczas Letnich Igrzysk Olimpijskich w 1996 roku.